# André Pronovost
André Joseph Armand Pronovost (* 9. Juli 1936 in Shawinigan Falls, Québec) ist ein ehemaliger kanadischer Eishockeyspieler und -trainer, der im Verlauf seiner aktiven Karriere zwischen 1953 und 1971 unter anderem 626 Spiele für die Canadiens de Montréal, Boston Bruins, Detroit Red Wings und Minnesota North Stars in der National Hockey League auf der Position des linken Flügelstürmers bestritten hat. Während seiner zehn Spielzeiten in der NHL gewann Pronovost insgesamt viermal den Stanley Cup – alle aufeinanderfolgend zwischen 1957 und 1960 mit den Canadiens de Montréal. Darüber hinaus nahm er in der Folge der vier Cup-Siege ebenso oft am NHL All-Star Game teil.

## Karriere
Pronovost verbrachte seine Juniorenzeit zwischen 1953 und 1956 bei den Canadien junior de Montréal in der Ligue de hockey junior du Québec, der Vorgängerliga der Ligue de hockey junior majeur du Québec. Dort ausgebildet gab der Stürmer in der Saison 1955/56 sein Profidebüt für die Cataractes de Shawinigan aus seiner Geburtsstadt in der Ligue de hockey senior du Québec.
Zur Saison 1956/57 wurde der Nachwuchsspieler vom amtierenden Stanley-Cup-Sieger Canadiens de Montréal unter Vertrag genommen, der trotz des Cup-Siegs damit begann, seinen Kader zu verjüngen. Pronovost erhielt auf Anhieb einen Stammplatz im Kader der Habs und bildete in der Folge die dritte Sturmreihe, die neben ihm aus den Defensivstürmern Phil Goyette und Claude Provost bestand. In der Folge gewann die Mannschaft zwischen 1957 und 1960 weitere viermal den Stanley Cup. Aufgrund der Konstellation, das der amtierende Meister das NHL All-Star Game gegen ein zusammengesetztes Team der restlichen Mannschaften absolvierte, nahm Pronovost in dieser Zeit ebenso oft am Auswahlspiel teil. Umso überraschender wurde der Angreifer kurz nach dem Beginn der Spielzeit 1960/61 im Tausch für Jean-Guy Gendron zu den Boston Bruins transferiert, die zu den schwächeren Mannschaften gehörten.
Pronovost erwog nach dem Wechsel seinen Rücktritt, verbrachte dann aber doch zwei Jahre bis zum Dezember 1962 in Boston, ehe er zu den Detroit Red Wings transferiert wurde. Um sich die Dienste des Kanadiers zu sichern, gaben sie dafür Forbes Kennedy an die Bruins ab. Bei den Detroit Red Wings, die versuchten, eine schlagkräftige Mannschaft für einen Stanley-Cup-Gewinn zusammenzustellen, verblieb Pronovost lediglich eineinhalb Spieljahre und absolvierte seine letzten Spiele im November 1964 für das Team. Danach fand sich Pronovost vorerst in den Minor Leagues wieder. Dort lief er bis zum Sommer 1967 für die Farmteams der Red Wings, die Pittsburgh Hornets in der American Hockey League und die Memphis Wings in der Central Professional Hockey League. Da Pronovost für Detroit ersetzbar geworden war, ließen sie den Stürmer auch im bevorstehenden NHL Expansion Draft 1967 im Zuge der Erweiterung der Liga ungeschützt.
Im Rahmen des Expansion Drafts wurde er schließlich von den Minnesota North Stars ausgewählt, die damit einen erfahrenen Spieler in ihren Kader holten. Im Verlauf der Saison 1967/68 bestritt der Offensivspieler jedoch nur acht Partien, zugleich seine letzten in der NHL, für die North Stars. Stattdessen spielte er hauptsächlich weiter in der CPHL für das Farmteam Memphis South Stars. In den folgenden Spielzeiten ließ er seine Karriere in den unteren Spielklassen ausklingen. So spielte er in der Folge jeweils ein Jahr für die Phoenix Roadrunners in der Western Hockey League sowie die Baltimore Clippers in der AHL, wohin er im Tausch für Bob Cunningham transferiert worden war. Davon gefolgt waren zwei Spielzeiten in der International Hockey League. In Diensten der Muskegon Mohawks gelang dem fast 34-Jährigen eine Saison mit 107 Scorerpunkten, die ihm eine Nominierung für das First All-Star-Team der Liga im Jahr 1970 einbrachte. Nach einer weiteren Saison verließ er den Klub und absolvierte noch eine Handvoll Spiele für die Jersey Devils aus der Eastern Hockey League. Anschließend beendete er seine aktive Karriere im Alter von 35 Jahren.
Pronovost kehrte in der Folge in seine Heimatprovinz Québec zurück, wo er ein Restaurant in Longueuil betrieb. Ebenso war er in der Saison 1973/74 Cheftrainer der Dynamos de Shawinigan aus der Ligue de hockey junior majeur du Québec.

## Erfolge und Auszeichnungen
| - 1957 Stanley-Cup-Gewinn mit den Canadiens de Montréal - 1957 Teilnahme am NHL All-Star Game - 1958 Stanley-Cup-Gewinn mit den Canadiens de Montréal - 1958 Teilnahme am NHL All-Star Game - 1959 Stanley-Cup-Gewinn mit den Canadiens de Montréal | - 1959 Teilnahme am NHL All-Star Game - 1960 Stanley-Cup-Gewinn mit den Canadiens de Montréal - 1960 Teilnahme am NHL All-Star Game - 1970 IHL First All-Star Team |

## Karrierestatistik
(Legende zur Spielerstatistik: Sp oder GP = absolvierte Spiele; T oder G = erzielte Tore; V oder A = erzielte Assists; Pkt oder Pts = erzielte Scorerpunkte; SM oder PIM = erhaltene Strafminuten; +/− = Plus/Minus-Bilanz; PP = erzielte Überzahltore; SH = erzielte Unterzahltore; GW = erzielte Siegtore; 1 Play-downs/Relegation; Kursiv: Statistik nicht vollständig)

## Familie
Pronovost entstammt einer tief im Eishockey verwurzelten Familie. Neben ihm spielten auch seine beiden älteren Brüder Marcel (1930–2015) und Claude (* 1935) sowie sein jüngerer Bruder Jean (* 1945) in der National Hockey League. Dabei war Marcel mit insgesamt fünf Stanley-Cup-Siegen und 1240 absolvierten Spielen der erfolgreichste der vier. Jean brachte es auf etwas mehr als 1000 Spiele sowie zwei Teilnahmen an Weltmeisterschaften, während Claude als Torhüter zu lediglich drei Einsätzen kam. Seinem Enkel Anthony Mantha gelang ebenfalls der Sprung in die NHL.